# Împăratul Shirakawa
Shirakawa Tennō complet, nume personal Sadahito a fost al 72-lea împărat al Japoniei.S-a născut în anul 1053 pe data de 8 iulie și a fost încoronat la vârsta de 20 de ani în anul 1073.Abdică devreme în anul 1086.Shirakawa a abdicat în 1086, iar împăratul pensionar (jōkō) a reușit să păstreze puterea în opoziție cu regentul Fujiwara..A fost parintele spiritual al unei mănăstirii între anii 1087 până în 1129 pe data de 24 iulie la moartea lui la 76 de ani.
Al 72-lea împărat al Japoniei care a abdicat de la tron și apoi a instituit un guvern de claustru (insei) prin care își putea menține puterea neîncărcată de obligațiile ceremoniale și de familie exigente ale suveranului japonez legitim. Astfel, el a stabilit un precedent care a permis împăratului japonez să abdice și, odată depărtat de curte, să își asume adevărata putere a guvernării.
A înființat un centru administrativ plin cu funcții judiciare și gardă militară. Acesta a fost guvernul claustrului prin care toți împărații care au urmat până în 1185 au exercitat puterea după abdicare. Shirakawa, cu toate acestea, a avut un interes redus pentru reformă. Deși la început a căutat să reducă moșii private, a renunțat curând la efort și a devenit instrumental pentru a converti suprafețe mari de domeniu public în shōen imperial. Cu aceste surse de bogăție, el a patronat budist budismul. Nu a reușit însă să întărească guvernul imperial și nu a putut să împiedice ascensiunea războinicului provincial.
Ascendența sa a venit într-o perioadă în care înfrângerea proprietăților private (shōen) pe domeniul public a amenințat serios fundamentele economice ale guvernului imperial. Călugării războinici ai templelor din apropiere au amenințat capitala Kyōto, iar slăbirea familiei Fujiwara, care a dominat împărații timp de două secole, a făcut facționalism amar în curtea, situație care i-a dat împăratului șansa de a reafirma Autoritate.
A fost căsătorit cu Fujiwara no Kenshi,cu care a avut 5 copii:Prințul Atsufumi,Prințesele Yakuso,Reishi,Shinshi și prințul Taruhito care mai târziu a devenit Împăratul Horikawa.